# Aqueus
Os aqueus, chamados de dânaos por Homero, foram os primeiros gregos que chegaram a ocupar parte do mar Mediterrâneo. 
Eram um grupo semi-nômade de indo-europeus que, provavelmente, devido a alterações climáticas na sua região de origem, migraram para onde se localiza a Grécia em busca de terras férteis por volta de 2 000 a.C.
Os aqueus viviam na Idade do Bronze  e, ao penetrar na região grega, depararam com um grupo denominado pelasgos. Os aqueus suprimiram os pelasgos que ocupavam as terras férteis, que por sua vez eram escassas em território grego, principalmente devido a disparidade tecnológica existente entre os dois grupos, o que garantiu uma forte vantagem aos aqueus. Esses fundaram importantes núcleos populacionais em território helênico: Micenas, Tirinto e Argos, no que ficou conhecido como a Civilização Micênica. Posteriormente, os aqueus entraram em contato com a avançada Civilização Minoica de Creta.
Nas epopeias Ilíada e Odisseia, de Homero, os aqueus são conhecidos como opositores dos troianos  na guerra. Neste contexto, aqueus ou gregos têm o mesmo sentido.
Píndaro refere-se aos dânaos como loiros. 